# 中野站 (岐阜縣)
中野站（日语：／ Nakano eki */?）是位於岐阜縣加茂郡八百津町，名古屋鐵道八百津線的鐵道車站（廢站）。

## 歷史
- 1930年（昭和5年）10月1日：東美鐵道（日语：東美鉄道）兼山站至八百津站之間開業，此站啟用。
- 1943年（昭和18年）3月1日：名古屋鐵道與東美鐵道合併，成為名古屋鐵道東美線的車站。
- 1948年（昭和23年）5月16日：路線名稱改為八百津線。
- 2001年（平成13年）10月1日：八百津線廢線，此站被廢除。

## 車站構造
截至廢站前一刻，此站是一座地面車站，設有1面1線的月台，月台可容納2卡車廂。車站在啟用時已經是無人車站。截至廢站前一刻，此站沒有站舍，月台部分位置設有上蓋。月台出入口沒有斜道，只有樓梯。

### 配線圖
| ← 明智方向      | 中野站 站內配線略圖 | → 八百津站 |
| 图例 参考文献： |                     |            |

## 使用狀況
- 在中提及在1992年度，當時1日平均上下車人次為338人，除岐阜市內線均一車費區間內各站（岐阜市內線、田神線、美濃町線徹明町站至琴塚站之間）外名鐵所有車站（342站）中排名第318，廣見線、八百津線（16站）中排名第14[1]。
- 根據《岐阜縣統計書數碼存檔》 （页面存档备份，存于），以下為各年的統計數字（當中沒有1936-1954年及1964年以後的資料）：

| 年度 | 乘車人次 | 下車人次 | 貨物發送（公噸） | 貨物到達（公噸） |
| ---- | -------- | -------- | ---------------- | ---------------- |
| 1930 | 2,391    | 2,105    | 0                | 0                |
| 1931 | 3,662    | 2,901    | 0                | 0                |
| 1932 | 3,315    | 2,626    | 0                | 0                |
| 1933 | 3,095    | 2,553    | 0                | 0                |
| 1934 | 2,847    | 2,303    | 0                | 0                |
| 1935 | 4,035    | 3,353    | 0                | 0                |
|      |          |          |                  |                  |
| 1955 | 32,836   | 32,265   | 0                | 0                |
| 1956 | 34,182   | 33,476   | 0                | 0                |
| 1957 | 35,459   | 35,071   | 0                | 0                |
| 1958 | 38,176   | 37,719   | 0                | 0                |
| 1959 | 36,487   | 36,277   | 0                | 0                |
| 1960 | 37,435   | 36,816   | 1,129            | 1,825            |
| 1961 | 45,518   | 44,438   | 0                | 0                |
| 1962 | 44,067   | 42,579   | 0                | 0                |
| 1963 | 34,540   | 34,525   | 0                | 0                |

## 車站周邊
車站周邊都是居居和田園。
- 中野公民館
- 內堀釀造（日语：内堀醸造）總部

## 相鄰車站
名古屋鐵道
八百津線
兼山－中野－八百津
- 在1965年4月5日前，此站與八百津站之間曾設有伊岐津志站。

## 注腳
1. 1 2  名古屋鐵道廣報宣傳部（編）. . 名古屋鐵道. 1994: 651–653 （日语）.
2. ↑  名古屋鉄道広報宣伝部（編）. . 名古屋鉄道. 1994: 877 （日语）.
3. ↑  電氣車研究會，《鐵道畫刊》通卷第473號 1986年12月 臨時增刊號 「特集 - 名古屋鐵道」，附圖「名古屋鐵道路線略圖」